# Серый клювач
Серый клювач (лат. Mycteria cinerea) — вид птиц семейства аистовых родом из юго-восточной Азии.

## Описание
Серый клювач — это белая птица с жёлтым клювом, красным лицом и чёрными маховыми перьями. Он достигает длины от 90 до 100 см и массы от 2 до 2,5 кг.

## Распространение
Серый клювач распространён в Камбодже, на полуострове Малайзии и на островах Суматры, Явы, Бали, Сумбавы, Сулавеси и Бутон. Он обитает на равнинных озёрах, реках, на густо поросших берегах, а также на побережьях.

## Размножение
Серый клювач гнездится на деревьях по берегам и всё чаще также вблизи человеческих поселений. Гнездовая колония состоит из 100 гнёзд.

## Питание
Питание состоит прежде всего из рыбы, амфибий, рептилий, ракообразных, а также насекомых.

## Численность
Вид классифицируется как находящийся под угрозой вымирания. Опасность представляют уничтожение жизненного пространства побережья, охота и торговля. Популяция оценивается в 1200—1850 взрослых особей.